# Лукианова пустынь
Богоро́дице-Рожде́ственская Лукиа́нова пу́стынь — мужской монастырь Александровской епархии Русской православной церкви, расположенный в деревне Лукьянцево Александровского района Владимирской области.
Пустынь названа по имени основателя монаха Лукиана. Учреждена в 1650 году. После Октябрьской революции была с начало закрыта, после целенаправленно разрушена.  7 мая 1991 года возрождена решением Священного Синода.  По настоящее время (2025 год) находится в аварийном и полуразрушенном состоянии. Объект культурного наследия народов Российской Федерации — России, регионального значения.

## Церковь Рождества Богородицы
На месте Лукиановой пустыни было прежде место, называемое «Псковитиново Раменье». Здесь на пустоши в лесу, на болоте стояла церковь во имя Рождества Пресвятой Богородицы. Церковь сия перенесена была из села Игнатьева; потому что Сама Матерь Божия указала быть на этом месте храму, чудным знамением от своей иконы.
Легендарная версия создания монастыря гласит, что в 1594 году благоговейный иерей Григорий просил построить храм в честь Рождества Богородицы в деревне Игнатьеве, неподалёку от того места, где находится монастырь. Храмовая икона церкви, согласно преданию, трижды перешла из сельской церкви на место, где появилась в будущем монашеская обитель. Священник Григорий якобы прибыл после этих событий в Москву и рассказал о них патриарху Иову. Патриарх благословил перенести храм на то место, куда переходила икона.
Преподобный Лукиан (родом из Галича) из Покровского (Угличского) монастыря пришёл искать пустынного места для подвигов безмолвия в пределы Переславля-Залесского в слободу Александровскую, и по указанию поселян Марка и Семёна поселился с ними близ этой запустелой церкви.
Церковь Псковитина Раменья пережила Литовское разорение 1611 года и, следовательно, существовала до 1611 года. Церковь оставалась пустою до 1640 года. Явление и чудеса от образа Рождества Пресвятыя Богородицы дали существование в 1640 году запустелой церкви: получив сонное знамение, сюда пришёл с Вологды Спасо-Прилуцкого монастыря чёрный священник Федосей Поморец. В 1649 году патриарх Иосиф позволил Александру Фёдоровичу Баркову и Тимофею Микулаеву обновить этот храм и выстроить его заново.

## Учреждение пустыни
Лукиан был пострижен в прежней церкви от священника Спасо-Прилуцкого монастыря Феодосия Поморца, а в чёрные попы поставлен от патриаршего рукоположения в 1646 году. 28 августа 1650 года патриарх Иосиф выдал Лукиану грамоту, в которой определил его к новопостроенной церкви Рождества Богородицы как иеромонаха. И как с тех пор иноческое священнослужение не прекращалось, то Лукиан должен быть поставлен первым основателем иноческой обители, и сама обитель (пустынь) должна быть по справедливости названа Лукиановою.
Блаженный Лукиан скончался в этой пустыни 1654 года сентября 8 дня.
Преподобный Лукиан преставился 8 (21) сентября 1655 года.

### Монастырские церкви

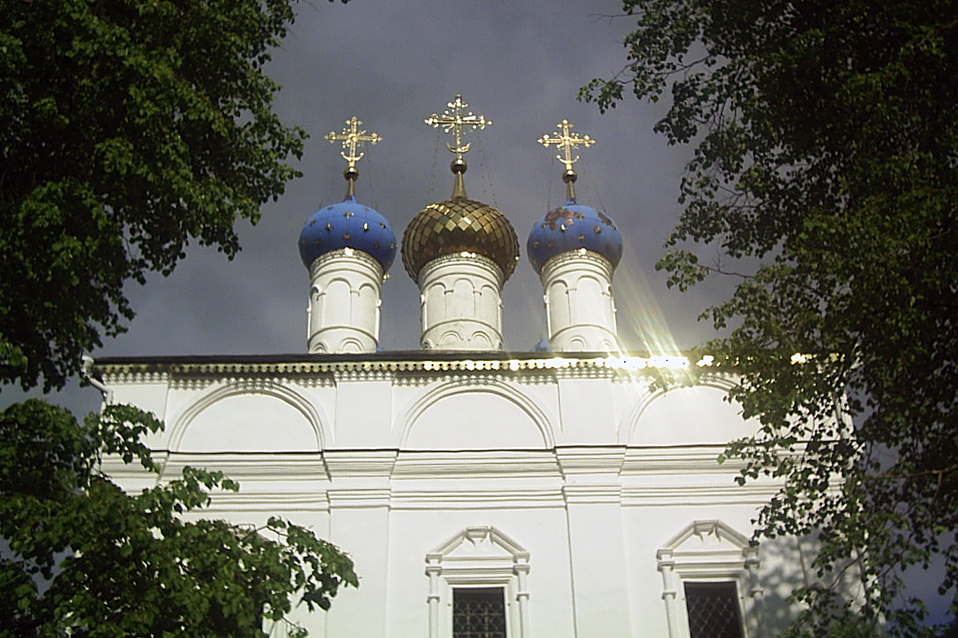
Церковь во имя Рождества Пресвятой Богородицы

1. Церковь во имя Рождества Пресвятой Богородицы. Когда именно сначала построена была сия церковь, неизвестно. По чудесам, бывшим от образа Рождества Богородицы, она сперва была покрыта иноком Феодосием Поморцем и другими старцами в 1640 году. Сей Феодосий с братиею жил при сей церкви недолго. «И пожил, — сказано в грамоте Царя Алексея Михайловича от 1650 года, — тут тот поп Феодосий с братиею немного времени от изгони Андроникова монастыря Архимандрита Иосифа, потому что он Иосиф под новою Александровскою слободою в то же время строил Семёновский монастырь». После Феодосия Александр и Тимофей и иные окольные люди, слыша от чудотворного образа Пресвятой Богородицы чудеса, в 1648 году воздвигнули новую церковь и призывали для служения при ней священников.
«Но, — сказано в той же грамоте, — за пустотою мирские попы нейдут, потому что около тоя церкви вёрст по пяти и по шести и больше пусто, лесом поросло и болото, жилых сёл и деревень нет и впредь тут в приход за пустотою быть некому». Тогда изъявил желание служить при той церкви инок иеромонах Лукиан, который в 1650 году и был определён.
В 1707 году постриженник Лукиановой пустыни, впоследствии Чудова монастыря келарь Иоасаф Кольдвечевский, по причине чрезмерной ветхости этой церкви, обещался построить вместо деревянной каменную. Сия каменная церковь окончена строением в 1712 году июня 14, и по указу Петра I и благословению Стефана Митрополита Рязанского и Муромского была тогда освящена Спаса Нового монастыря Архимандритом Моисеем по исправному требнику при строителе Лукиановой пустыни Аврамие.
2. Церковь во имя Богоявления Господня. Когда и кем построена была эта церковь, неизвестно. Известно только из грамоты Патриарха Иоакима, что она в 1680 году была ветхая деревянная и что в этом же году строитель иеромонах Корнилий просил у Патриарха построить вместо её новую каменную с приделом во имя Великомученика Феодора Стратилата.
В 1684 году при строителе Евагрие она была совсем окончена строением и, с благословения Патриарха Иоакима, освящена Никитским Игуменом Романом, по новоисправленному чиновнику, который велено было взять у Архимандрита Горицкого монастыря Гурия.
3. Больничная каменная церковь во имя Великомученицы Екатерины. Историческое основание сей церкви следующее: в 1714 году мая 13 строитель Аврамий подал Государю Петру I челобитье, «что-де у них в пустыни у больницы церкви Божии непостроено, а монахи больничные за древностию многие в соборную церковь с прочею братиею к литургии ходить немогут»; а ныне обещается вкладчик их подполковник Кирило Карпов сын Сышин к той больнице построить вновь каменную церковь во имя святой великомученицы Екатерины, — и просил на то дозволения. По указу Великого Государя Преосвященный Стефан Митрополит строителя Аврамия благословил построить означенную больничную церковь с тем, «чтобы копая рвы и бьючи сваи погребенным телесем человеческим какого повреждения не было». Церковь сия была построена и освящена в том же 1714 году ноября 10 самим строителем Аврамием.

### Средства содержания монастыря
Грамотою 1650 года царя Алексея Михайловича иеромонаху Лукиану вместе с утверждением его во священника при вновь построенной церкви, велено владеть ему «церковным доходом, и пашнею и сенными покосы и всякими угодьи, которыя около тое церкви подошли близко, и которые бывали у тое церкви изстари и чем прежние попы владели». Но этих земель для обеспечения продовольствием пустыни было недостаточно. Царь Фёдор Алексеевич посетил Лукианову пустынь и после направил в неё щедрые дары. В 1677 году в своё посещение он пожаловал пустыни пустошь Аминево.
В 1678 году царь пожаловал пустоши — Бекирево, Шадрино, Загляднино и мельницу на реке Малом Киржаче.
В 1680 году пожаловал он 16 пустошей: Пашково, Плечево, Чечкино, Востриково, Киниково, Балуево, Летолово, Харламово, Непейну, Обарино малое, Обарино большое, Филимоново, Княжево, Мартьянку, Малогино, Губино.
В 1681 году — пожаловал он же 6 пустошей: Сидорово, Тщаниково, Рябинино, Карпово, Патрекейку, Гатвышево да полпустоши Перепечино.
В 1685 и 1686 годах цари Иоанн и Пётр Алексеевичи все эти владения утвердили за Лукиановою пустынею.
После секуляризации монастырей в 1764 году пустынь была переведена в категорию заштатных.

### Строители пустыни
Три строителя после Лукиана известны до 1714 года.
1. Иеромонах Корнилий с 1677 года по 1680-й. При нём повелено было устроить каменную церковь во имя Богоявления Господня на место ветхой деревянной, с приделом святого Феодора Стратилата.
2. Иеромонах Евагрий с 1681 года. При нём церковь во имя Богоявления была окончена строением и освящена Переславского Никитского монастыря Игуменом Романом по исправному чиновнику, взятому для сего у Архимандрита Горицкого монастыря Гурия.
3. Иеромонах Аврамий с 1707—1714. При нём вместо деревянной церкви в честь Рождества Богородицы устроена каменная и освящена Спаса нового монастыря Архимандритом Моисеем. При нём же построена была в 1714 году больничная церковь во имя Великомученицы Екатерины.

### Настоятели пустыни
- 1642 — 8 сентября 1654 — Лукиан, преподобный[6]
- 1654—1657 — Ануфрий
- 13 мая 1658 — 11 августа 1681 — Корнилий
- октябрь 1681 — 6 января 1689 — Евагрий
- 9 мартя 1689—1690 — Адриан
- 18 декабря 1690—1693 — Сергий
- январь 1694—1695 — Иоасаф (Колдычевский)
- 3 февраля 1696—1705 — Моисей
- 6 октября 1705—1719 — Авраамий, игумен (с 6 октября 1705 по 21 февраля 1717 г. — строитель)
- 1719—1724 — Иоасаф, игумен
- 12 августа 1724 — 22 января 1727 — игумен Иоасаф
- 5 октября 1728 — 27 октября 1729 — игумен Макарий
- 27 октября 1729—1732 — игумен Варлаам
- 1732—1733 — игумен Макарий
- 7 февраля 1733—1746 — игумен Иессей
- 1746—1748 — игумен Иустин
- 1748—1750 — игумен Иосиф
- 1751—1753 — игумен Пахомий (Симанский)
- 1753—1754 — игумен Никанор (Юдин)
- 1754—1755 — игумен Боголеп
- 1759—1760 — иеромонах Виссарион
- 1760—1763 — игумен Иоасаф
- 1763—1767 — игумен Аарон
- 1768—1771 — иеромонах Иоанникий (Калков)
- 1771—1778 — иеромонах Филарет
- 1778—1781 — иеромонах Алипий
- 1781—1784 — иеромонах Геннадий (Каретников)
- 1784—1789 — иеромонах Макарий
- 1789—1792 — иеромонах Арсений
- 1792 — 3 июня 1798 — игумен Макарий (Озерецковский)
- 1798—1799 — иеромонах Иоасаф
- 1799—1800 — иеромонах Феофил
- 1800—1803 — иеромонах Андрей
- 1803—1804 — иеромонах Вениамин
- 1804—1805 — игумена Никон
- 1805—1807 — иеромонах Владимир
- 1807—1810 — иеромонах Никандр
- 1810—1812 — иеромонах Игнатий
- 1812—1818 — иеромонах Израиль
- 1818—1825 — иеромонах Киприан
- 1825—1829 — иеромонах Иоанникий II
- 1829—1831 — иеромонах Паисий
- 1831—1834 — иеромонах Феофан
- 1834—1838 — иеромонах Вениамин II
- 1839—1840 — иеромонах Аввакум (Святухин)
- 1840—1846 — иеромонах Анатолий
- 1846—1847 — иеромонах Аркадий
- 1847—1850 — иеромонах Аарон
- 1850—1855 — иеромонах Платон
- 1855—1860 — иеромонах Виктор
- 1860—1874 — игумен Макарий (Мыльников)
- 1874—1876 — игумен Вассиан
- 30 апреля 1887—1895 — игумен Иероним
- 1895—1899 — игумен Иннокентий (Никольский)
- 1899—1906 — игумен Агафангел (Макарин)
- 1907—1917 — архимандрит Игнатий (Зачёсов)
- 12 мая 1991—2008 — архимандрит Досифей (Даниленко)
- c 2008 — иеромонах Тихон (Шебеко)
- Игумен Иов (Васильев) (с 27 декабря 2021)